# Shotgun Willie
Shotgun Willie är ett musikalbum av Willie Nelson som lanserades i juni 1973 på Atlantic Records. Det var det första av två album han gjorde för Atlantic efter att ha lämnat RCA Records. Skivan räknas som ett av de första inom "outlaw country", en reaktion mot den konservativa countrymusiken från Nashville. Albumet blev ingen stor kommersiell framgång men fick bra kritik, och två av dess singlar blev marginella framgångar på Billboards countrylista, titelspåret och "Stay All Night". Albumet innehåller även "Whiskey River", som trots att den inte skrevs av Nelson blivit en av de låtar som starkast förknippas med honom. En notabel gästmusiker på skivan är Doug Sahm.

## Låtlista
(låtar utan angiven upphovsman skrivna av Willie Nelson)
1. "Shotgun Willie" - 2:40
2. "Whiskey River" (Johnny Bush, Paul Stroud) - 4:05
3. "Sad Songs and Waltzes" - 3:08
4. "Local Memory" - 2:19
5. "Slow Down Old World" - 2:54
6. "Stay All Night (Stay a Little Longer)" (Bob Wills, Tommy Duncan) - 2:36
7. "Devil in a Sleepin' Bag" - 2:40
8. "She's Not for You" - 3:15
9. "Bubbles in My Beer" (Duncan, Cindy Walker, Wills) - 2:34
10. "You Look Like the Devil" (Leon Russell) - 3:26
11. "So Much to Do" - 3:11
12. "A Song for You" (Russell) - 4:20

## Listplaceringar
- Billboard Country Albums: #41[1]